# Пробірка

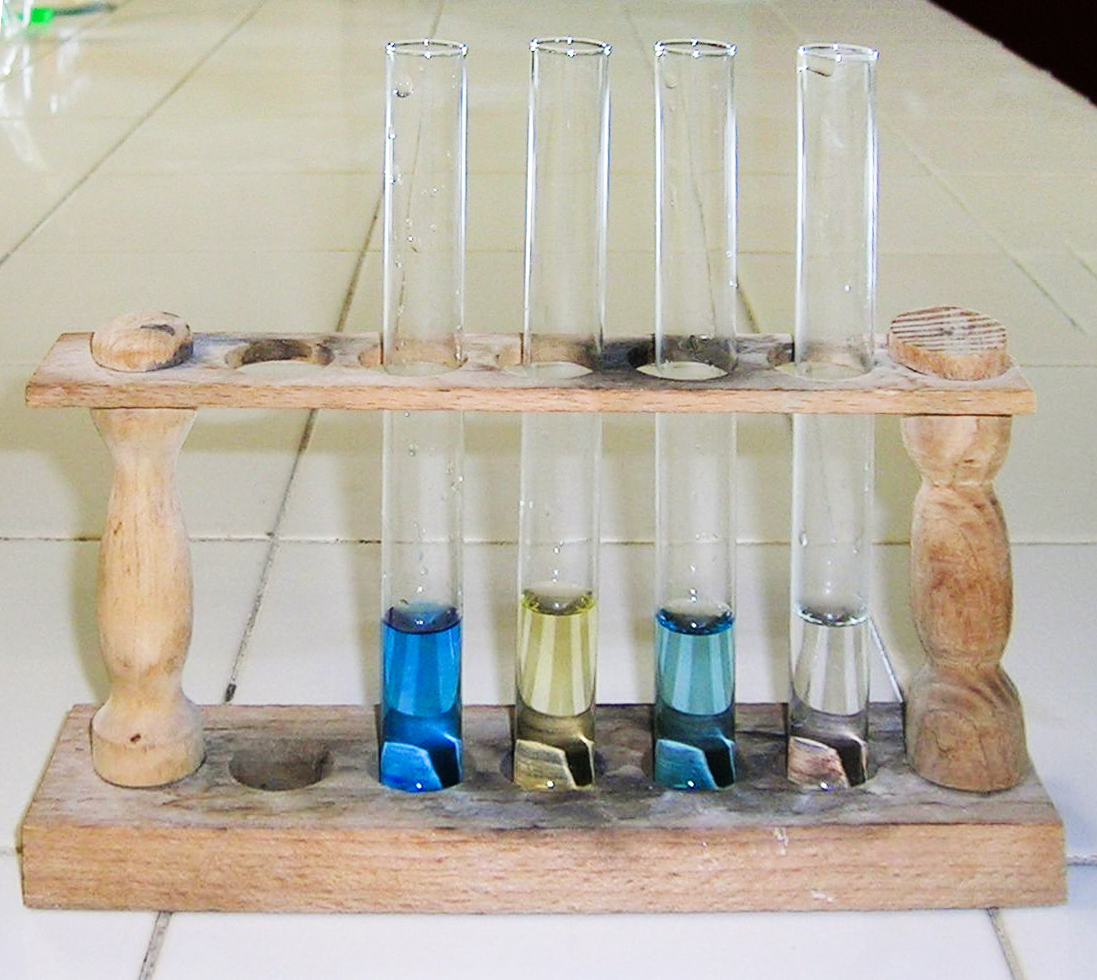
Пробірки в штативі.

Пробі́рка (від нім. probieren < лат. probo) — спеціалізована посудина циліндричної форми, що має напівкругле, конічне або плоске дно. Широко використовується в хімічних лабораторіях для проведення деяких хімічних реакцій в малих обсягах, для відбору проб хімічних речовин.
Найчастіше виготовляється із спеціального лабораторного скла (пірекс, сімакс та ін), іноді з кварцового скла. Роблять пробірки й з пластику (за допомогою лиття під тиском). Поверхня пробірок іноді обробляється антимікробними речовинами і речовинами, що перешкоджають прилипанню води до стінок.